# Еміль Мішле
Еміль Мішле (фр. Émile Michelet, 16 липня 1867 — 27 квітня 1935) — французький яхтсмен.
Срібний призер Олімпійських Ігор 1900 року в другому запливі в класі 0,5—1,0 тонна, бронзовий призер 1900 року у відкритому класі, бронзовий призер 1900 року в першому запливі в класі 0,5—1,0 тонна.